# Николас, Мориц
Мо́риц Ни́колас (нем. Moritz Nicolas; род. 21 октября 1997, Гладбек, Северный Рейн-Вестфалия) — немецкий футболист, вратарь мёнхенгладбахской «Боруссии».

## Клубная карьера
Николас — воспитанник клубов «Адлер Элингхорст», «Звекель», «Хюльс» и мёнхенгладбахской «Боруссии». В 2015 году игрок дебютировал за дублирующий состав последних. Летом 2019 года Мориц на правах аренды перешёл в берлинский «Унион». 20 июня 2020 года в матче против «Хоффенхайма» он дебютировал в Бундеслиге. Летом 2020 года Николас был арендован клубом «Оснабрюк». 28 февраля 2021 года в матче против «Зандхаузена» он дебютировал во Второй Бундеслиге. Летом 2021 года игрок на правах аренды перешёл в кёльнскую «Викторию». 25 июля в матче против берлинской «Виктории» он дебютировал в Третьей лиге Германии. По окончании аренды Николас вернулся в «Боруссию». 31 июля 2022 года в матче Кубка Германии против «Оберахен» он дебютировал за основной состав клуба.
Летом 2022 года Мориц на правах аренды перешёл нидерландскую «Роду». 4 сентября в матче против «МВВ Маастрихт» он дебютировал в Эрстедивизи. По окончании аренды игрок вернулся в «Боруссию».